# Benoît Fradet
Pour les articles homonymes, voir Fradet.
Benoît Fradet, né le 4 avril 1965 à Vimont, est un ingénieur civil et homme politique québécois, député de Vimont à l'Assemblée nationale du Québec sous la bannière du Parti libéral du Québec des élections générales de 1989 aux élections générales de 1994, dans lesquelles il est battu par le péquiste David Cliche. Par la suite, il est conseiller municipal de la ville de Laval.

## Biographie

### Jeunesse et carrière avant la politique
Benoît Fradet naît le 4 avril 1965 à Vimont d'Yvon Fradet, inspecteur en canalisation, et de l'adjointe administrative Huguette Fonvielle. Il fait ses études secondaires à l'École Horizon-Jeunesse de Laval, puis reçoit son diplôme collégial en génie civil du Collège Ahuntsic en 1985,. 
Il est ingénieur pour plusieurs compagnies privées, Fortier, Franklin, Legault, le Groupe Permacon et Fradet, Grenier, Larivière, de 1985 à 1988. Il technologue en sciences appliquées pour le Groupe Dessau en 1988 et chargé de projet pour Fortier, Franklin, Legault à patir d'août de la même année,.

### Carrière politique
Après la retraite politique du libéral Jean-Paul Théorêt, Benoît Fradet est le candidat libéral dans Vimont pour les élections de 1989, qu'il remporte. Du 19 janvier au 24 juillet 1994, il est adjoint parlementaire au Premier-ministre. Il est défait par le péquiste David Cliche aux élections de 1994, qu'il avait pourtant battu aux élections de 1989,. 
Il est conseiller politique pour le chef de l'opposition officielle Daniel Johnson de janvier 1995 à novembre 1997,. À la retraite Georges Gagné au poste de conseiller municipal de Laval dans Renaud, Fradet est candidat aux élections municipales lavalloises de 1997 et est élu sous la bannière du parti du ralliement officiel des Lavallois de Gilles Vaillancourt,. Membre du comité exécutif municipal, il est réélu en 2001, 2005 et 2009,,. En 2010, le conseiller Fradet est accusé de conflits d'intérêts en omettant de déclarer les intérêts financiers de son autre emploi, parce qu'il a deux emplois à temps plein ; celui de conseiller municipal et celui de vice-président de Schokbéton. Il est aussi accusé d'avoir facilité l'entreprise à obtenir un contrat de démolition à la suite de l'effondrement du viaduc du Souvenir en 2000, ce qui aurait pu faciliter à son tour son accession au poste de vice-président en 2002,. Fradet a complètement nié les accusations, et les poursuites ont été abandonnées. À la suite de la démission de Vaillancourt sous fonds de corruption en 2012, le parti est dissout. Il est lui aussi lié aux affaires de corruption du maire Vaillancourt, notamment en se faisant rembourser secrètement ses contributions par l'agent du PRO des Lavallois Jean Bertrand. Fradet reste en poste jusqu'aux élections municipales de 2013, dans lesquelles il ne se représente pas,. Il affirme que sa décision n'est pas influencée par les récentes affaires de corruption, et qu'il avait déjà informé Vaillancourt de son futur départ.

### Après la vie politique
En 1998, il obtient sa maîtrise en administration des affaires à l'Université du Québec à Montréal. De novembre 1997 à mai 2002, il est conseiller chez Fradet et associés, puis devient vice-président de Schokbéton, propriété de la famille Bibeau,,. En 2011, avec Schokbéton, Fradet fait l'acquisition de l'entreprise Saramac de Terrebonne.
Il est membre du club optimiste (en) de Vimont-Laval et des Chevaliers de Colomb.

## Résultats électoraux
| Suffrages exprimés | Suffrages exprimés      | Suffrages exprimés          | 4 393     |             |  |  |
|                    |                         |                             |           |             |  |  |
|                    | Candidat                | Parti                       | Suffrages | Pourcentage |  |  |
|                    | Benoît Fradet (Sortant) | PRO des Lavallois           | 3 159     | 71,91 %     |  |  |
|                    | Jose Onofre             | Parti au service du citoyen | 727       | 16,55 %     |  |  |
|                    | Antonio Spada           | Mouvement lavallois         | 507       | 11,54 %     |  |  |

| Élections municipales lavalloises de 2005 dans Renaud (District No. 7, quartier de Chomedey)                         |                   |                                                 |                 |     |
| Partis | Partis            | Candidats au poste de conseiller du 7e district | Vote            | %   |
| | PRO des Lavallois | Benoît Fradet (Sortant)                         | Sans opposition | 100 |
| Taux de participation : N/A (12 049 électeurs inscrits)                                                              |                   |                                                 |                 |     |
| Source : « Élection municipale du 6 novembre 2005 », sur Ville de Laval, 6 novembre 2005 (consulté le 6 avril 2023). |                   |                                                 |                 |     |

| Inscrits                 | Inscrits                 | Inscrits                      | 10 795    |             |  |  |
| Abstentions              | Abstentions              | Abstentions                   | 5 065     | 46,92 %     |  |  |
| Votants                  | Votants                  | Votants                       | 5 730     | 53,08 %     |  |  |
|                          |                          |                               |           |             |  |  |
| Bulletins enregistrés    | Bulletins enregistrés    | Bulletins enregistrés         | 5 730     |             |  |  |
| Bulletins blancs ou nuls | Bulletins blancs ou nuls | Bulletins blancs ou nuls      | 157       | 2,74 %      |  |  |
| Suffrages exprimés       | Suffrages exprimés       | Suffrages exprimés            | 5 573     | 97,26 %     |  |  |
|                          |                          |                               |           |             |  |  |
|                          | Candidat                 | Parti                         | Suffrages | Pourcentage |  |  |
|                          | Benoît Fradet (Sortant)  | PRO des Lavallois             | 3 393     | 60,88 %     |  |  |
|                          | François Gaudreau        | Équipe Garceau                | 1 259     | 22,59 %     |  |  |
|                          | Yves Carignan            | Élan - Équipe Daniel Lefebvre | 801       | 14,37 %     |  |  |
|                          | Damien Pichereau         | Indépendant                   | 120       | 2,15 %      |  |  |

| Inscrits                 | Inscrits                 | Inscrits                      | 9 069     |             |  |  |
| Abstentions              | Abstentions              | Abstentions                   | 4 108     | 45,3 %      |  |  |
| Votants                  | Votants                  | Votants                       | 4 961     | 54,7 %      |  |  |
|                          |                          |                               |           |             |  |  |
| Bulletins enregistrés    | Bulletins enregistrés    | Bulletins enregistrés         | 4 961     |             |  |  |
| Bulletins blancs ou nuls | Bulletins blancs ou nuls | Bulletins blancs ou nuls      | 77        | 1,55 %      |  |  |
| Suffrages exprimés       | Suffrages exprimés       | Suffrages exprimés            | 4 884     | 98,45 %     |  |  |
|                          |                          |                               |           |             |  |  |
|                          | Candidat                 | Parti                         | Suffrages | Pourcentage |  |  |
|                          | Benoît Fradet            | PRO des Lavallois             | 1 545     | 31,63 %     |  |  |
|                          | Raymond Lavoie           | Option Laval                  | 1 343     | 27,5 %      |  |  |
|                          | Chantal Paradis          | Élan - Équipe Daniel Lefebvre | 1 171     | 23,98 %     |  |  |
|                          | Roseline Labelle         | AL                            | 747       | 15,29 %     |  |  |
|                          | Jean-Paul Barbucci       | IND                           | 78        | 1,6 %       |  |  |

|                                                                                               | Nom                     | Parti               | Nombre de voix | %      | Maj. |
| --------------------------------------------------------------------------------------------- | ----------------------- | ------------------- | -------------- | ------ | ---- |
|                                                                                               | David Cliche            | Parti québécois     | 18 985         | 44,9 % | 128  |
|                                                                                               | Benoît Fradet (sortant) | Libéral             | 18 857         | 44,6 % | -    |
|                                                                                               | Sylvain Turcotte        | Action démocratique | 2 783          | 6,6 %  | -    |
|                                                                                               | Denise Gagnon           | NPD Québec          | 1 142          | 2,7 %  | -    |
|                                                                                               | Denis Cauchon           | Loi naturelle       | 279            | 0,7 %  | -    |
|                                                                                               | P. André Latulippe      | Indépendant         | 257            | 0,6 %  | -    |
| Total                                                                                         | Total                   | Total               | 42 303         | 100 %  |      |
| Le taux de participation lors de l'élection était de 86,4 % et 683 bulletins ont été rejetés. |                         |                     |                |        |      |

|                                                                                               | Nom               | Parti                        | Nombre de voix | %      | Maj. |
| --------------------------------------------------------------------------------------------- | ----------------- | ---------------------------- | -------------- | ------ | ---- |
|                                                                                               | Benoît Fradet     | Libéral                      | 17 650         | 48,5 % | 583  |
|                                                                                               | David Cliche      | Parti québécois              | 17 067         | 46,9 % | -    |
|                                                                                               | Jocelyn Roy       | NPD Québec                   | 1 138          | 3,1 %  | -    |
|                                                                                               | Polydor Paul Jean | Parti indépendantiste (1985) | 553            | 1,5 %  | -    |
| Total                                                                                         | Total             | Total                        | 36 408         | 100 %  |      |
| Le taux de participation lors de l'élection était de 78,1 % et 979 bulletins ont été rejetés. |                   |                              |                |        |      |